# Heather Veitch

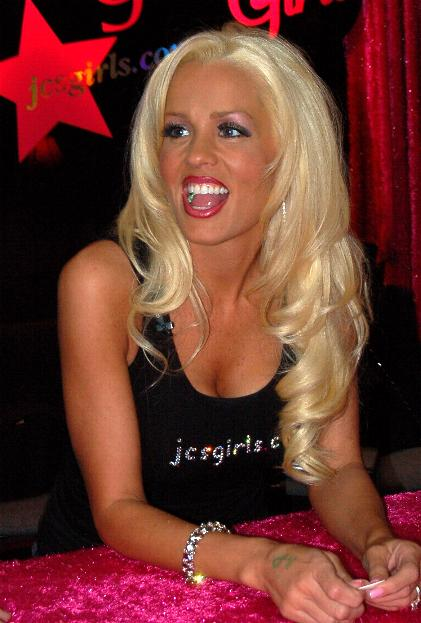
Heather 2006 bei der Adult Entertainment Expo

Heather Veitch (* 1974) ist eine ehemalige amerikanische Stripperin, Gründer- und Geschäftsführerin der freikirch-christlichen Missionsgesellschaft JC’s Girls in Las Vegas im nordamerikanischen Bundesstaat Nevada.

## Leben
Sie wuchs zusammen mit ihrer Mutter, die ihren Vater nie heiratete, und ihrer Oma in Südkalifornien auf. Sie bekam ihr erstes Kind im Alter von achtzehn Jahren. Danach tingelte sie fünf Jahre lang durch die Clubs in Las Vegas und anderen Städten der Vereinigten Staaten. Sie absolvierte vier Auftritte in Softpornos und Fetischfilmen. Mit ihrem zweiten Mann hat sie eine zweite gemeinsame Tochter. Neben ihrer eigentlichen Arbeit als Geschäftsführerin, ist Veitch auch eine gefragte Rednerin in Kirchen oder Fernsehshows vor einem religiösen und weltlichen Publikum in den Vereinigten Staaten.

## Arbeit
Die gelernte Frisörin besucht ihre ehemaligen Arbeitsplätze in den lokalen Stripclubs von Vegas und bietet den Arbeiterinnen geistliche Unterstützung bei einem Ausstiegsszenario aus der Sex- und Unterhaltungsindustrie an. Dabei kommt ihr ihr praktisches Wissen um die Bedingungen und Bedürfnisse der Frauen zugute. Zusammen mit ihren Mitstreiterinnen von den JC’s Girls verteilt sie kleine Geschenke. Darin enthalten ist auch eine Broschüre, die Adressen von kirchlichen Organisationen und biblische Anleitungen enthält.
Darüber hinaus sind die JC’s Girls auf der jährlichen Erotikmesse AVN Adult Entertainment Expo mit einem Infostand vertreten. Dort verbreiten sie ihre einfache christliche Botschaft: Es gibt nichts, was Du jemals gemacht hast, was Dir Gott nicht verzeiht!
Heather hat zusammen mit den JC’s Girls das Ziel formuliert, in den Vereinigten Staaten ein eigenes Ministerium für Frauen einzurichten. Die Missionsgesellschaft hat inzwischen Ableger in den Städten San Diego, Austin und Sioux Falls.
Im Jahre 2007 begann sie zusammen mit Annie Lobért und deren Hookers for Jesus ein gemeinsames Projekt unter dem Titel Saving Sex City. Das Projekt wurde im November 2008 eingestellt.
Auch im Jahre 2007 entstand ein Dokumentarfilm über Heathers Leben von dem Dokumentarfilmer Billy Day. In diesem Film wurde neben Heather auch die Missionsgesellschaft JC’s Girls, Pastor Matt Brown von der Sandals Church in Riverside, Kalifornien vorgestellt.
Heather wohnt in Henderson, Nevada, und ist verheiratet mit Ike Dweck und Mutter inzwischen von fünf Kindern.